# 話中音
話中音（わちゅうおん）またはビジートーン（busy tone, BT）とは、電話の発呼側（電話をかけた側）に対して、着呼側（電話の相手先）が話し中等の理由で着呼できないことを示す可聴音である。
「話中音」という名称であるが、話し中の場合だけでなく、着呼側が何らかの理由で着呼できない場合に使用される。
- 着呼側の電話機がオフフックになっている。
- 着呼側が発呼しようとしている。
- 着呼側に対して他の人が発呼中である。
- 着呼側が何らかの理由で電話が使用できない。

また、通話中に相手側がオンフックした（電話を切った）場合にも話中音が流れる。

## 規格
話中音がどのような音であるかは、国によって規格が異なる。一般的なのは、1秒または0.5秒周期で音のオン・オフを繰り返すものである。日本においては、400ヘルツの音を0.5秒オン、0.5秒オフの1秒周期で繰り返すよう、事業用電気通信設備規則（昭和60年郵政省令第30号）第33条にて定められている。この音を表す擬音語として、「ツー、ツー」「プー、プー」「プーッ、プーッ」などが用いられる。400ヘルツは、発信音（DT）と同じ周波数である。
北アメリカの話中音は、周期は日本と同じであるが、480ヘルツと620ヘルツの音と同時に鳴らすようPrecise Tone Planで定められている。Precise Tone Planが定められる以前は、時間間隔は同じだが、音が発信音と同じであった。
イギリスの話中音は、440ヘルツの音を0.375秒ずつオン・オフしたものである。これは1960年代中頃から採用されたもので、それ以前は400ヘルツで現在の2倍の長さの0.75秒ずつオン・オフしていた。